# Суури-Кяппяярви
Су́ури-Кя́ппяя́рви (фин. Suuri-Kääppäjärvi) — озеро на территории Лоймольского сельского поселения Суоярвского района Республики Карелия.

## Общие сведения
Площадь озера — 1,4 км². Располагается на высоте 90,0 метров над уровнем моря.
Форма озера лопастная, продолговатая: вытянуто с северо-запада на юго-восток. Берега каменисто-песчаные, местами заболоченные.
Из юго-западной части озера вытекает ручей, втекающий в реку Пенсанйоки.
В озере семь островов различной площади, однако их количество может варьироваться в зависимости от уровня воды.
Населённые пункты возле озера отсутствуют. Ближайший — посёлок Кясняселькя — расположен в 10 км к ЮЮВ от озера.
Название озера переводится с финского языка как «большое озеро-лапа».
Код объекта в государственном водном реестре — 01040300211102000014015.